# Ngawa
Châu tự trị dân tộc Tạng-Khương Ngawa (tiếng Trung giản thể: 阿坝藏族羌族自治州, phồn thể: 阿壩藏族羌族自治州, bính âm: Ābà Zàngzú Qiāngzú Zìzhìzhōu, Hán-Việt: A Bá Tạng tộc Khương tộc tự trị châu, tiếng Tạng: རྔ་བ་བོད་རིགས་ཆ་བ༹ང་རིགས་རང་སྐྱོང་ཁུལ་, chuyển tự Wylie: rnga ba bod rigs dang ch'ang rigs rang skyong khul) là một châu tự trị thuộc tỉnh Tứ Xuyên, Cộng hòa Nhân dân Trung Hoa. Năm 2000, châu tự trị này có 847.468 dân và mật độ dân cư là 10,19 người/km² còn năm 2007 là 874.000 người và mật độ dân số 10,5 người/km².

## Các đơn vị hành chính
Châu tự trị dân tộc Tạng-Khương Ngawa quản lý 1 thành phố cấp huyện và 12 huyện như sau:
- Thành phố cấp huyện Barkam (Mã Nhĩ Khang) (马尔康市), trung tâm hành chính là trấn Mã Nhĩ Khang (马尔康).
- Cửu Trại Câu (九寨沟), trung tâm hành chính là trấn Vĩnh Lạc (永乐).
- Hồng Nguyên (红原), trung tâm hành chính là trấn Cung Khê (邛溪).
- Mân Xuyên (汶川), trung tâm hành chính là trấn Uy Châu (威州).
- A Bá (阿坝), trung tâm hành chính là trấn A Bá (阿坝).
- Lý (理), trung tâm hành chính là trấn Tạp Cốc Não (杂谷脑).
- Zoigê (Nhược Nhĩ Cái) (若尔盖), trung tâm hành chính là trấn Đạt Trát Tự (达扎寺).
- Tiểu Kim (小金), trung tâm hành chính là trấn Mỹ Hưng (美兴).
- Hắc Thủy (黑水), trung tâm hành chính là trấn Lô Hoa (芦花).
- Kim Xuyên (金川), trung tâm hành chính là trấn Kim Xuyên (金川).
- Tùng Phan (松潘), trung tâm hành chính là trấn Tiến An (进安).
- Nhưỡng Đường (壤塘), trung tâm hành chính là trấn Nhưỡng Kha (壤柯).
- Mậu (茂), trung tâm hành chính là trấn Phượng Nghi (凤仪).

## Ngôn ngữ
Ba ngôn ngữ chính tại châu tự trị này là tiếng Tạng Kham, tiếng Trung và tiếng Khương.

## Dân cư
Vào năm 2000, dân số của châu tự trị là 847.468 người với thành phần dân tộc như sau:
| Dân tộc | Dân số  | Tỷ lệ % |
| ------- | ------- | ------- |
| Tạng    | 455.238 | 53,72   |
| Hán     | 209.270 | 24,69   |
| Khương  | 154.905 | 18,28   |
| Hồi     | 26.353  | 3,11    |
| Mãn     | 373     | 0,04    |
| Miêu    | 266     | 0,03    |
| Di      | 205     | 0,02    |
| Mông Cổ | 202     | 0,02    |
| Thổ Gia | 182     | 0,02    |
| Bạch    | 101     | 0,01    |
| Tráng   | 95      | 0,01    |
| Khác    | 278     | 0,03    |

## Lịch sử
Phần lớn châu tự trị Ngawa thuộc về Khu giám sát hành chính số 16 tỉnh Tứ Xuyên (tiếng Trung:四川省第十六行政督察區), do Trung Hoa dân quốc thành lập. Sau khi Cộng hòa Nhân dân Trung Hoa thành lập năm 1949 thì khu vực này được lập ra như là châu tự trị dân tộc Tạng của tỉnh Tứ Xuyên vào năm 1952. Nó đổi tên thành châu tự trị dân tộc Tạng A Bá năm 1956, và châu tự trị dân tộc Tạng-Khương năm 1987.
Ngày 12 tháng 5 năm 2008, một trận động đất lớn đã xảy ra tại huyện Mân Xuyên ở đông nam châu tự trị này. Khoảng 20.258 người đã chết, 45.079 người bị thương, 7.696 người mất tích cho tới thời điểm ngày 6 tháng 6 năm 2008.

## Du lịch
Du lịch chiếm 71% GDP của châu tự trị vào năm 2006. Trong châu tự trị này có nhiều nơi đáng quan tâm như:
- Khu bảo tồn thiên nhiên Ngọa Long tại huyện Mân Xuyên là khu bảo tồn gấu trúc lớn. Nó là nơi tốt nhất để xem gấu trúc lớn. Trung tâm bảo tồn và nghiên cứu gấu trúc lớn của Trung Quốc được thành lập tại đây năm 1980.
- Hoàng Long là khu vực có cảnh quan lịch sử đẹp tại huyện Tùng Phan.
- Thung lũng Cửu Trại Câu là khu bảo tồn tự nhiên tại huyện Cửu Trại Câu. Nó được biết đến vì có nhiều thác nước nhiều tầng và các hồ đa sắc màu, được UNESCO công nhận là di sản thế giới năm 1992.
- Tứ Cô Nương Sơn (Chinese: 四姑娘山) nằm trên ranh giới huyện Tiểu Kim (tiếng Trung: 小金县; tiếng Tạng: བཙན་ལྷ) và huyện Mân Xuyên.